# Masarina familiaris
Masarina familiaris är en stekelart som beskrevs av Richards 1962. Masarina familiaris ingår i släktet Masarina och familjen Masaridae. Inga underarter finns listade i Catalogue of Life.